# Holiday (film, 2010)
Cet article concerne le film de Guillaume Nicloux. Pour le film d'Edward H. Griffith, voir Holiday.
Pour les articles homonymes, voir Holiday.
Pour plus de détails, voir Fiche technique et Distribution.
Holiday est un film français réalisé par Guillaume Nicloux, sorti en 2010.

## Synopsis
Un soir, Michel Trémois échoue dans la pharmacie d'une gare de province et se remémore le fil des événements qui, en deux jours, ont fait basculer sa vie : parti en week-end avec sa femme Nadine pour reconstruire leur couple et sauver leur sexualité, rien ne s'est finalement passé comme prévu… 
Après une nuit folle et tumultueuse agrémentée de rencontres singulières, le réveil de Michel est brutal et douloureux. Non seulement il se retrouve accusé de meurtre mais sa femme est introuvable…

## Fiche technique
- Titre : Holiday
- Réalisation : Guillaume Nicloux
- Scénario : Guillaume Nicloux, Nathalie Leuthreau et Jean-Bernard Pouy
- Photographie : Georges Lechaptois
- Musique : Julien Doré
- Son : Ciné Stereo
- Montage : Guy Lecorne
- Décors : Olivier Radot
- Costumes : Anaïs Romand et Véronique Gely
- Casting : Brigitte Moidon et Valérie Pangrazzi
- Cascades : Dominique Fouassier
- Matériel : Fuji, Panavision Alga
- Production : Sylvie Pialat
- Sociétés de production : Les Films du Worso, Josy Films, Papaye, Canal+, CinéCinéma, Soficinéma 6, La Banque Postale Image 3
  - avec le soutien du CNC et de la région Midi-Pyrénées
- Distribution : MK2 Films
- Pays d'origine :  France
- Format : 2.35:1
- Langue : français
- Genre : comédie policière
- Durée : 90 minutes
- Date de sortie : 8 décembre 2010
- Lieux de tournage : Gare de Cahors, château de Mercuès
- Box-office France : 66 523 entrées
- Budget : 2,16M€

## Distribution
- Jean-Pierre Darroussin : Michel Trémois
- Judith Godrèche : Nadine Trémois
- Josiane Balasko : Christiane Mercier
- Pascal Bongard : Richard Ponce
- Biyouna : Eva Lopez
- Françoise Lebrun : Marie-Paule, la femme de chambre
- Nicolas Jouhet : Olivier Desanti
- Stéphan Wojtowicz : Sylvain Caccia
- Yves Verhoeven : Inspecteur Delteil
- Éric Naggar : M. Abraham, le concierge
- Scali Delpeyrat : Fabien, le maître d'hôtel
- Marc Rioufol : Anthony Rivière
- Camille de Sablet : Sandy
- Christian Drillaud : Alain
- Yveline Hamon : Danielle
- Christophe Fluder : Nicolas Ajuria
- Léna Bréban : Julie Vadec
- Valérie Lang : Catherine Bazinsky
- Maxime Lefrançois : Rémi Van Groll
- Julien Prévost : Bruno
- Garance Clavel : La jeune femme de la gare
- Françoise Sage :
- Guy-William Adoh :
- André Kalmès :
- Didier Abot :
- Albert Prévost :
- René Chauderon :
- Franck Magis :
- Sébastien Malapert :
- Olivier Lacaze :
- Stéphane Lalbertie :
- Didier Pons :